# Ipomoea funis
Ipomoea funis là một loài thực vật có hoa trong họ Bìm bìm. Loài này được Schltdl. & Cham. mô tả khoa học đầu tiên năm 1830.